# ریشار بلون
ریشار بلون (به فرانسوی: Richard Bellon) شاعر قرن بیستم میلادی اهل فرانسه است.